# Luis Ocaña
Jesús Luis Ocaña Pernía (Priego, 9 giugno 1945 – Mont-de-Marsan, 19 maggio 1994) è stato un ciclista su strada spagnolo.
Professionista dal 1968 al 1977, in carriera ottenne 110 vittorie in corse professionistiche, e fu vincitore di un Tour de France e di una Vuelta a España; nel grande giro iberico detiene il record di podi, cinque. Potente scalatore, poco interessato alle classiche, si specializzò sin da inizio carriera nelle grandi corse a tappe.

## Carriera

### Le origini, gli esordi e i primi due anni da professionista
Primo dei quattro figli di Luis Ocaña e Julia Pernia, all'età di dodici anni si trasferì con la famiglia nel sud della Francia, vivendo prima a Magnan e poi a Barcelonne-du-Gers. A quindici anni iniziò a lavorare come apprendista in una carpenteria. Iniziò a gareggiare nel 1962, e nel biennio 1962-1963 fu attivo come Junior con il Vélo-Club Aturin; vinse la prima corsa il 1º aprile 1962 a Mimizan. Dal 1964 al 1967 fu tesserato come dilettante indipendente per lo Stade-Montois, aggiudicandosi diverse corse in Francia e Spagna, tra cui la Vuelta al Bidasoa a tappe nel 1966, e il Tour du Roussillon a tappe e il Gran Premio delle Nazioni di categoria a cronometro nel 1967.
Grazie a questi risultati attirò l'interesse della spagnola Fagor, con cui iniziò la carriera professionistica nel 1968. Nella prima stagione da prof vinse tre tappe alla Vuelta a Andalucía, esordì alla Vuelta a España (dovette però abbandonare la gara per una caduta, la prima di una sequenza di sfortune che caratterizzeranno la sua vita sportiva) e al Giro d'Italia, che concluse in 37ª posizione. In luglio divenne inoltre, da neo-professionista, campione nazionale su strada, imponendosi nella cronometro di 75 km a Mungia valida per il titolo. Nella stagione seguente fece sue tre tappe e la classifica della montagna alla Vuelta a España, tutte a cronometro, e si classificò secondo nella classifica generale della corsa, alle spalle di Roger Pingeon; durante l'anno si impose anche alla Vuelta a Andalucía, alla Setmana Catalana, al Grand Prix du Midi Libre e alla Vuelta a La Rioja (tutte gare a tappe), mentre dovette ritirarsi dal Tour de France per i postumi di una caduta rimediata nella sesta tappa. A fine stagione passò alla francese Bic, con cui gareggiò fino al 1974 ottenendo i principali successi.

### 1970-1973: l'ascesa e la vittoria al Tour de France
Nel 1970 vinse la Vuelta a España imponendosi su Agustín Tamames con 1'18" di vantaggio; decisiva fu la cronometro di 29 km all'ultimo giorno a Bilbao, in cui Ocaña strappò la maglia del primato all'avversario. In stagione fece sue anche una tappa e la classifica finale del Circuit des Six Provinces, una frazione pirenaica al Tour de France e una al Giro di Catalogna, oltre a piazzarsi secondo alla Parigi-Nizza e settimo al Giro di Lombardia; concluse la stagione con tredici successi all'attivo.
Nella primavera del 1971 chiuse terzo alla Parigi-Nizza, conquistò il Giro dei Paesi Baschi e concluse terzo anche alla Vuelta a España vinta da Ferdinand Bracke. Presentatosi come uno dei favoriti al seguente Tour de France, vinse l'ottava tappa sul Puy de Dôme e due giorni dopo, attaccando con Bernard Thévenet e Joop Zoetemelk nella tappa di Grenoble, inflisse 1'36" alla maglia gialla Eddy Merckx e salì al secondo posto della generale, a 1" dal nuovo leader Zoetemelk. L'indomani, nella frazione da Grenoble a Orcières-Merlette, andò presto all'attacco, staccò tutti i rivali e giunse al traguardo con 5'52" sul primo inseguitore Lucien Van Impe e con ben 8'42" su Merckx e Zoetemelk, vestendo di giallo. Quattro giorni dopo, nella tappa (flagellata dal maltempo) da Revel a Luchon, Merckx, che già aveva recuperato circa due minuti tra la tappa di Marsiglia e la cronometro di Albi, andò all'attacco sulla discesa del Colle di Menté, una delle asperità di giornate; Ocaña, che inseguiva, scivolò, e rialzandosi venne colpito in pieno da Zoetemelk e Joaquim Agostinho, dovendo ritirarsi dalla corsa. Rientrato alle corse in settembre, vinse il Giro di Catalogna, il Trofeo Baracchi a coppie con Leif Mortensen, il Gran Premio di Lugano e il Gran Premio delle Nazioni a cronometro.

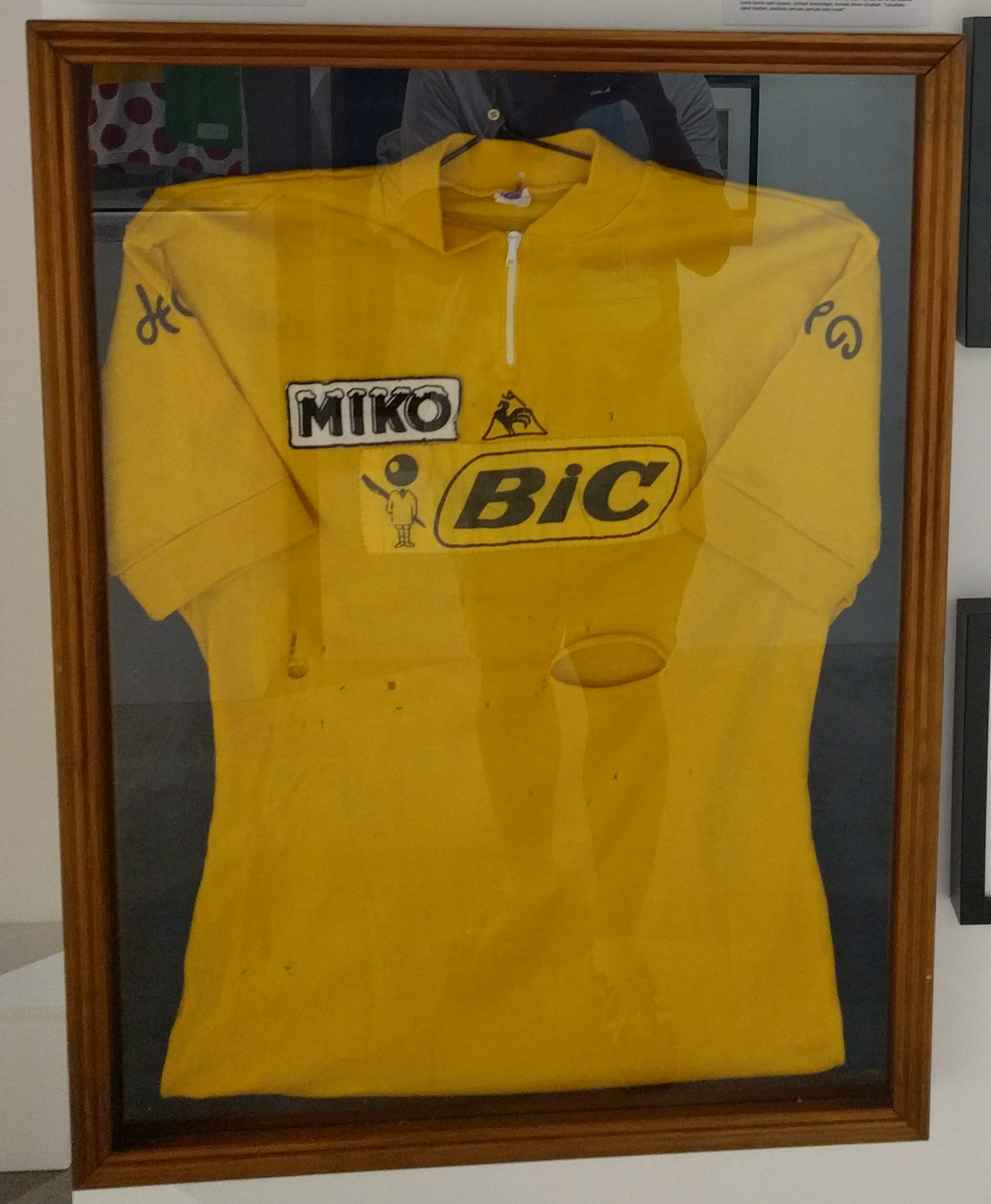
La maglia gialla vinta da Ocaña al Tour de France 1973

Nel 1972, dopo aver concluso terzo alla Parigi-Nizza e vinto due frazioni e la classifica finale del Giro del Delfinato oltre al titolo nazionale dei Professionisti, Ocaña si ripresentò al Tour de France per sfidare il campione uscente Merckx. Quel Tour fu però meno equilibrato del precedente: nella settima tappa, sulla discesa del Colle di Aubisque, Ocaña cadde insieme al compagno Alain Santy, perdendo quasi due minuti da Merckx; prese poi 1'41" dal belga nella tappa di Briançon, e oltre sette minuti complessivi nelle due frazioni della quattordicesima tappa, la prima con il Colle del Galibier e la seconda con arrivo ad Aix-les-Bains. Scivolato a oltre 12 minuti dal rivale e debilitato da un'infezione polmonare, Ocaña dovette abbandonare la corsa, concludendo anzitempo la stagione.
Nella prima parte del 1973 tornò nuovamente protagonista: vinse infatti la Setmana Catalana e il Giro dei Paesi Baschi, si piazzò secondo alla Vuelta a España (alle spalle di Merckx) e si aggiudicò quindi il Giro del Delfinato. Complice anche l'assenza di Merckx, al seguente Tour de France, dopo i due ritiri delle edizioni precedenti, riuscì finalmente a imporsi vincendo con oltre un quarto d'ora di vantaggio sul secondo classificato, Bernard Thévenet, e oltre 17 minuti sul terzo, José Manuel Fuente. In quella corsa si aggiudicò anche ben sei frazioni, di cui due a cronometro, e la classifica della combattività, e vestì di giallo già al termine della settima frazione, mantenendo poi saldo il primato per due settimane fino al consueto traguardo finale di Parigi. In settembre fu quindi terzo al Mondiale di Barcellona vinto da Felice Gimondi. Chiuse la stagione con ben ventinove vittorie all'attivo, inclusi sette criterium.

### 1974-1977: le ultime stagioni
Piazzatosi quarto alla Vuelta a España nel 1974, in stagione fu vittima di una caduta al Tour de l'Aude, e a fine anno fu costretto a una forzosa rescissione del contratto con la Bic. Passato a vestire la maglia della nuova formazione navarra Super Ser, chiuse quarto alla Vuelta a España 1975. Tornò sul podio della corsa nazionale l'anno dopo, quando fu secondo alla Vuelta alle spalle di José Pesarrodona; in quel 1976 fu anche terzo alla Parigi-Nizza e quattordicesimo al Tour de France. Si ritirò dalle corse nel 1977, al termine di un'annata corsa con i colori dell'olandese Frisol.

## Dopo il ritiro e morte
Dopo il ritiro dalle gare si dedicò alla sua proprietà di Caupenne-d'Armagnac, ricoprendo occasionalmente ruoli di commentatore tecnico per gare ciclistiche in televisione e radio. Nel 1979, due anni dopo il ritiro dalle gare, subì un grave incidente durante una gimcana automobilistica, perdendo l'occhio sinistro. Dal 1984 al 1990 fu direttore sportivo di formazioni professionistiche, tra cui Teka e Puertas Mavisa.
Tormentato dal cattivo stato di salute e sofferente di frequenti stati depressivi, si tolse la vita nel 1994 sparandosi un colpo di pistola mentre si trovava nella sua residenza di Caupenne-d'Armagnac; spirò all'ospedale di Mont-de-Marsan. Su sua richiesta le sue ceneri furono disperse sui Pirenei in modo che cadessero sul territorio delle due nazioni (Spagna e Francia), dove aveva trascorso gran parte della sua vita e dove aveva raccolto i maggiori successi sportivi.

## Palmarès
- 1966 (Dilettanti)[3]

3ª tappa Vuelta al Bidasoa
Classifica generale Vuelta al Bidasoa
4ª tappa Tour du Béarn
Grand Prix de Poitiers (cronometro)
- 1967 (Dilettanti)[3]

Grand Prix du Kiosque
1ª tappa Tour du Roussillon (Bourg-Madame)
Classifica generale Tour du Roussillon
tappa Tour des Alpes de Provence (Col de Ganagobie)
Classifica generale Tour du Béarn
Gran Premio delle Nazioni dilettanti (cronometro)
- 1968

1ª tappa Vuelta a Andalucía (Malaga > Nerja)
2ª tappa Vuelta a Andalucía (Nerja > Granada)
6ª tappa Vuelta a Andalucía (Jerez de la Frontera > Algeciras)
Campionati spagnoli, Prova assoluta (a cronometro)
Gran Premio de Llodio
- 1969

Classifica generale Vuelta a Andalucía
5ª tappa, 2ª semitappa Setmana Catalana (Bellvitge > Castelldefels, valida come Trofeo Marià Cañardo)
Classifica generale Setmana Catalana
Classifica generale Vuelta a Castellón
3ª tappa Giro dei Paesi Baschi (Pamplona > San Sebastián)
1ª tappa, 1ª semitappa Vuelta a España (Badajoz)
16ª tappa Vuelta a España (Irun > San Sebastián)
18ª tappa, 2ª semitappa Vuelta a España (Llodio > Bilbao)
Classifica generale Grand Prix du Midi Libre
3ª tappa Vuelta a La Rioja
Classifica generale Vuelta a La Rioja
Trofeo Dirceu
- 1970

5ª tappa, 2ª semitappa Setmana Catalana (Montjuich > Montjuich, valida come Trofeo Dicen)
Prologo Vuelta a España (Cadice > Cadice, cronometro)
19ª tappa Vuelta a España (Laudio > Bilbao, cronometro)
Classifica generale Vuelta a España
5ª tappa, 2ª semitappa Circuit des Six Provinces (Privas > Vals-les-Bains, cronometro)
Classifica generale Circuit des Six Provinces
17ª tappa Tour de France (Tolosa > Saint-Gaudens)
7ª tappa, 2ª semitappa Giro di Catalogna (Mollet del Vallès > Mataró, cronometro)
- 1971

1ª tappa, 1ª semitappa Setmana Catalana (Montjuich > Montjuich, valida come Trofeo Dicen)
Subida a Arrate
4ª tappa, 2ª semitappa Giro dei Paesi Baschi (Tolosa > San Sebastián, cronometro)
Classifica generale Giro dei Paesi Baschi
12ª tappa Vuelta a España (Bilbao > Vitoria)
8ª tappa Tour de France (Nevers > Puy de Dôme)
11ª tappa Tour de France (Grenoble > Orcières-Merlette)
Grand Prix Diessenhofen
5ª tappa 2ª semitappa Giro di Catalogna (Sabadell > Sabadell, cronometro)
Classifica generale Giro di Catalogna
Trofeo Baracchi (cronocoppie, con Leif Mortensen)
1ª tappa, 1ª semitappa Attraverso Losanna
2ª tappa, 1ª semitappa Attraverso Losanna
Attraverso Losanna
Gran Premio di Lugano (cronometro)
Gran Premio delle Nazioni (cronometro)
Criterium europeo de montaña
Gran Premio d'Eibar
- 1972

4ª tappa, 1ª semitappa Giro del Delfinato (Chambéry > Grenoble)
5ª tappa, 1ª semitappa Giro del Delfinato (Valence > Crest, cronometro)
Classifica generale Giro del Delfinato
Campionati spagnoli, Prova in linea
- 1973

Grand Prix de Pleurtuit
5ª tappa, 1ª semitappa Setmana Catalana (Molins de Rei > Vallvidrera, cronometro)
Classifica generale Setmana Catalana
4ª tappa, 2ª semitappa Giro dei Paesi Baschi (Lekunberri > Tolosa, cronometro)
Classifica generale Giro dei Paesi Baschi
Polymultipliée
Classifica generale Giro del Delfinato
7ª tappa, 1ª semitappa Tour de France (Divonne-les-Bains > Gaillard)
8ª tappa Tour de France (Moûtiers > Les Orres)
12ª tappa, 1ª semitappa Tour de France (Perpignano > Thuir, cronometro)
13ª tappa Tour de France (Bourg-Madame > Luchon)
18ª tappa Tour de France (Brive > Puy de Dôme)
20ª tappa, 1ª semitappa Tour de France (Tolosa > Versailles, cronometro)
Classifica generale Tour de France
Criterium europeo de montaña
3ª tappa, 2ª semitappa Giro di Catalogna (Circuito del Montjuïc, cronometro)
- 1975

7ª tappa, 1ª semitappa Vuelta a Andalucía (Fuengirola)
2ª tappa, 2ª semitappa Vuelta a La Rioja
- 1977

Prologo Giro del Mediterraneo (cronometro)

### Altri successi
- 1967[3]

Massiac (Criterium)
Classifica scalatori Tour du Roussillon
- 1968

Stal-Koersel (Criterium)
- 1969

1ª tappa 1ª semitappa Vuelta a España (Badajoz, cronosquadre)
Classifica della montagna Vuelta a España
- 1970

La Souterraine (Criterium)
Londinières (Criterium)
Brette-les-Pins (Criterium)
Lamballe (Criterium)
Curac (Criterium)
Remiremont (Criterium)
Saussignac (Criterium)
Plancoet (Criterium)
- 1971

Europees Bergcriterium
Boulogne sur Mer (Criterium)
Quillan (Criterium)
Curac (Criterium)
Beaulac-Bernos (Criterium)
Circuit de l'Aulne (Criterium)
Gernika-Sollube (Criterium)
- 1973

Prologo Giro del Delfinato (Thonon-les-Bains > Thonon-les-Bains, cronosquadre)
Classifica combattività Tour de France
La Bastide d'Armagnac (Criterium)
Saint Claud (Criterium)
Callac (Criterium)
Biot (Criterium)
- 1974

Soissons (Criterium)
Quillan (Criterium)
- 1976

Circuit des genets verts - Mael-Pestivien (Criterium)
Beaulac-Bernos (Criterium)
- 1977

Quillan (Criterium)

## Piazzamenti

### Grandi Giri
- Giro d'Italia

1968: 32º
- Tour de France

1969: ritirato (8ª tappa)
1970: 31º
1971: ritirato (14ª tappa)
1972: ritirato (15ª tappa)
1973: vincitore
1974: ritirato
1975: ritirato (13ª tappa)
1976: 14º
1977: 25º
- Vuelta a España

1968: ritirato
1969: 2º
1970: vincitore
1971: 3º
1973: 2º
1974: 4º
1975: 4º
1976: 2º
1977: 22º

### Classiche monumento
- Milano-Sanremo

1968: 110º
1970: 26º
1973: ritirato
1977: 140º
- Parigi-Roubaix

1973: 29º
- Liegi-Bastogne-Liegi

1973: 13º
1975: 28º
- Giro di Lombardia

1970: 7º
1971: ritirato

### Competizioni mondiali
- Campionato del mondo

Imola 1968 - In linea: ritirato
Zolder 1969 - In linea: ritirato
Leicester 1970 - In linea: ritirato
Mendrisio 1971 - In linea: ritirato
Barcellona 1973 - In linea: 3º
Montreal 1974 - In linea: ritirato